# Brinkmann-bioscoop
De Brinkmann-bioscoop was een bioscoop in Haarlem van Wolff Bioscopen.
De Brinkmann-bioscoop bood plaats aan 768 personen verdeeld over vijf zalen. De bioscoop richtte zich op populaire films en was de enige overgebleven bioscoop in Haarlem - tot Pathé Haarlem zijn deuren opende. De Brinkmann-bioscoop vertoonde elke dag van de week 's middags en 's avonds films. In de weekenden draaien er zo'n 25 voorstellingen per dag.

## Geschiedenis
Eind 1980 opende de Brinkmann-bioscoop zijn deuren in de nieuwe Brinkmannpassage aan de Grote Markt in het oude centrum van Haarlem. De meeste bekende filmtheaters, zoals Lido, Studio, Luxor, Roxy en Frans Hals, verdwenen in de loop der tijd vervolgens uit de stad, waardoor alleen de Brinkmann-bioscoop en Cinema Palace in de Grote Houtstraat overbleven. In januari 2011 viel ook voor de laatste het doek.

## Einde
In juli 2011 kwam er een nieuw groot bioscoopcomplex in Haarlem van het Pathé dat zich met acht zalen vestigde in het nieuwe Raakscomplex aan de westzijde van het centrum van Haarlem. In oktober 2011 werd bekend dat exploitant Wolff het in maart 2012 aflopende huurcontract voor de ruimtes waarin de Brinkmann-bioscoop was gevestigd niet zou verlengen. Op 1 februari 2012 was de laatste voorstelling.